# Zelleria leucostrota
Zelleria leucostrota is een vlinder uit de familie van de stippelmotten (Yponomeutidae). De wetenschappelijke naam van de soort werd in 1929 gepubliceerd door Edward Meyrick.